# Чейшвили, Вахтанг Алексеевич
Вахтанг Алексеевич Чейшвили (1902, Озургетский уезд, Кутаисская губерния, Российская империя — неизвестно, Махарадзе, Грузинская ССР) — советский грузинский хозяйственный деятель, директор Лайтурского чайного совхоза имени С. М. Кирова Министерства сельского хозяйства СССР, Махарадзевский район, Грузинская ССР. Герой Социалистического Труда (1966).

## Биография
Родился в 1902 году в Озургетском уезде Кутаисской губернии (предположительно в селе Аскана современного Озургетского муниципалитета). После окончания местной начальной школы трудился в сельском хозяйстве. В последующем окончил сельскохозяйственный институт, после которого трудился на различных хозяйственных и административных должностях в сельском хозяйстве Озургетского района (с 1934 года — Махарадзевский район). В 1948 году обеспечил своей деятельностью перевыполнение в целом по району планового сбора урожая сортового чайного зелёного листа, за что был награждён Орденом Ленина.
В 1950-х годах был назначен директором чайного совхоза имени С. М. Кирова (предшественник — Шота Спиридонович Гогешвили) с усадьбой в посёлке Лайтури. Занимался развитием материально-технической базы в совхозе, в результате чего значительно возросла площадь чайной плантации. Вывел совхоз в число передовых сельскохозяйственных предприятий Махарадзевского района. Труженики совхоза ежегодно показывали высокие трудовые результаты в чаеводстве. При его руководстве в посёлке Лайтури были построены различные социальные объекты. Совхоз досрочно выполнил коллективное социалистическое обязательство и плановые задания Семилетки (1959—1965) по сбору чайного листа. Указом Президиума Верховного Совета СССР от 2 апреля 1966 года удостоен звания Героя Социалистического Труда за «достигнутые успехи в развитии сельского хозяйства, промышленности и науки Грузинской ССР» с вручением ордена Ленина и золотой медали «Серп и Молот» (№ 10879).
После выхода на пенсию проживал в городе Махарадзе (с 1989 года — Озургети). Дата смерти не установлена.
Награды
- Герой Социалистического Труда
- Орден Ленина — дважды (05.07.1949; 1966)